# Municipi B de Montevideo
El municipi B (en castellà, municipio B) és un dels vuit municipis de Montevideo, Uruguai. És un dels municipis més petits i cèntrics de la ciutat, ocupant part de l'extrem meridional del departament, sobre aigües del Riu de la Plata. Gran part del municipi té funció administrativa i portuària.
Va ser creat mitjançant el decret 11.567 del 13 de setembre de 2009, ratificat posteriorment.

## Geografia
El municipi B és, al costat del C i del CH, un dels tres municipis més petits de Montevideo. Es troba envoltat pel Riu de la Plata a l'oest i al sud, pel municipi CH a l'est, i pel municipi C al nord. Ocupa la zona més antiga de la ciutat, coneguda com a Ciudad Vieja («Ciutat Vella»), on va néixer l'actual Montevideo. És, per tant, seu del nucli antic de la capital, a més d'albergar la seu del parlament de l'Uruguai i la Intendència Municipal de Montevideo, entre altres òrgans importants.
Així mateix, el municipi B comprèn la totalitat de les seccions judicials 1, 2, 3 i 6, i part de les 7 i 8.

## Població
D'acord amb les dades del cens del 2009, el municipi tenia una població aproximada de 120.000 habitants.

## Barris
Cadascun dels municipis de Montevideo se subdivideix en barris (barrios). En concret, el municipi B es troba format pels següents barris: La Aguada, Barrio Sur, Centro, Ciudad Vieja, Cordón, Palermo i Parque Rodó.

## Llocs d'interès
- Palacio Legislativo: seu del Parlament de l'Uruguai (La Aguada).
- Torre Antel (La Aguada).
- Estació Central General Artigas (La Aguada).
- Facultat de Medicina de la Universitat de la República (La Aguada).
- Cementiri Central de Montevideo (Barrio Sur).
- Plaça de Cagancha (Centro).
- Estàtua de la Llibertat: zona zero (Centro).
- Plaça Fabini (Centro).
- Porta de la Ciutadella (Ciudad Vieja).
- Plaça Independència (Ciudad Vieja).
- Plaza Constitución (Ciudad Vieja).
- Font de la plaça Matriu (C. Vieja).
- Biblioteca Nacional (Cordón).
- Plaça de Galícia (Palermo).
- Universitat del Treball de l'Uruguai: seu principal (Palermo).
- Museu Nacional d'Arts Visuals (Parque Rodó).
- Facultats d'Arquitectura i Enginyeria (P. Rodó).

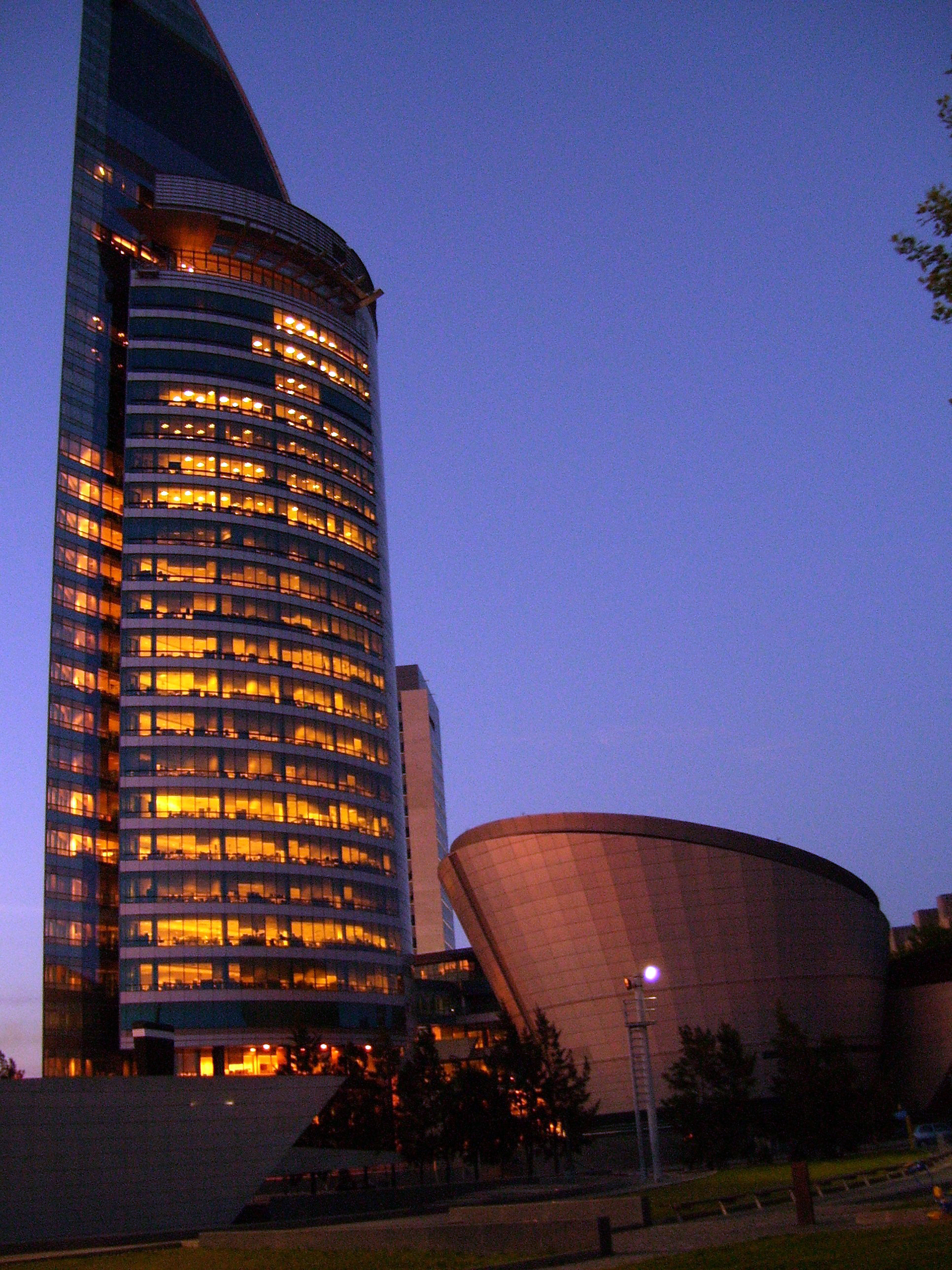
Torre Antel.
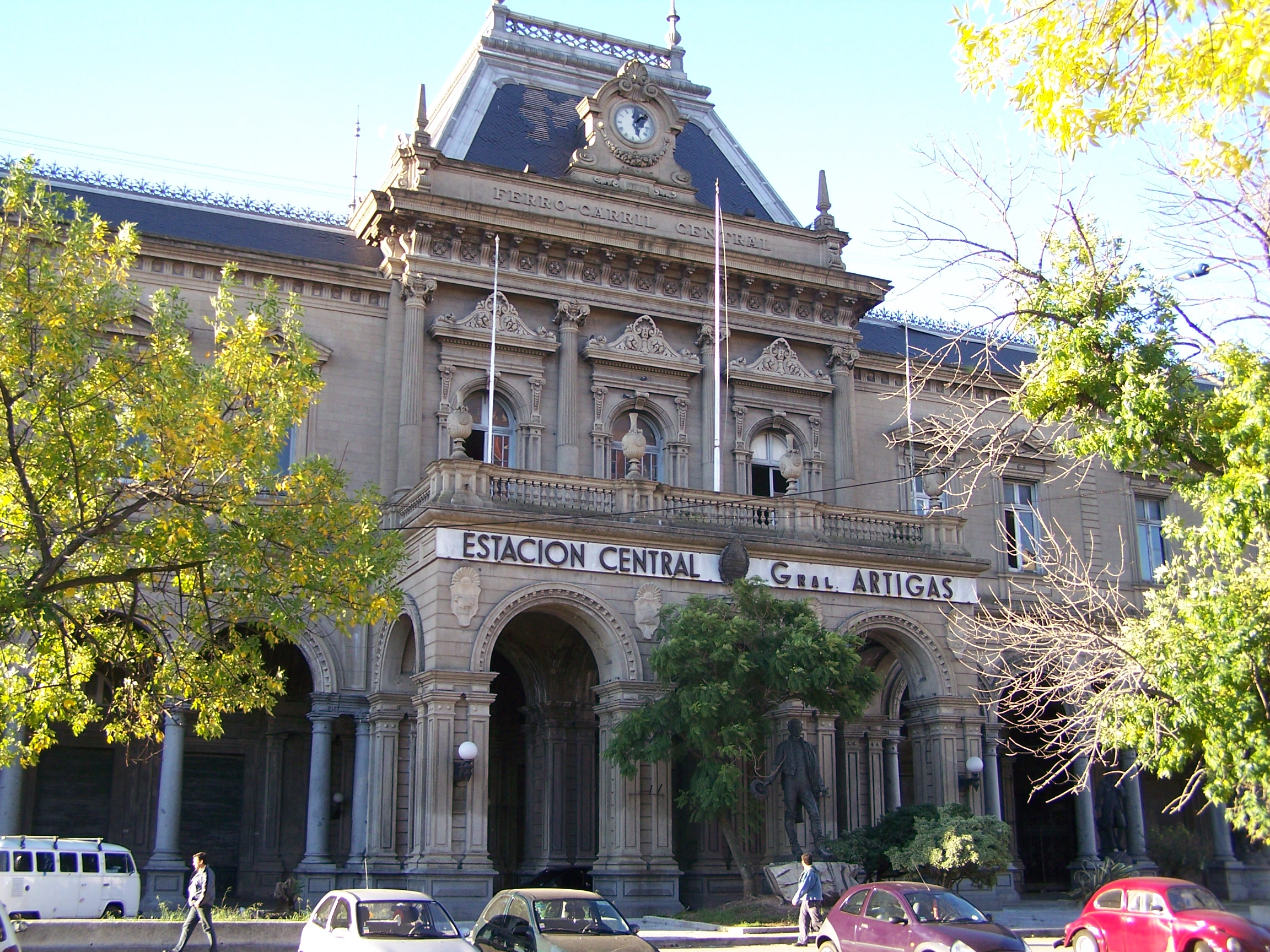
Estació Central General Artigas.
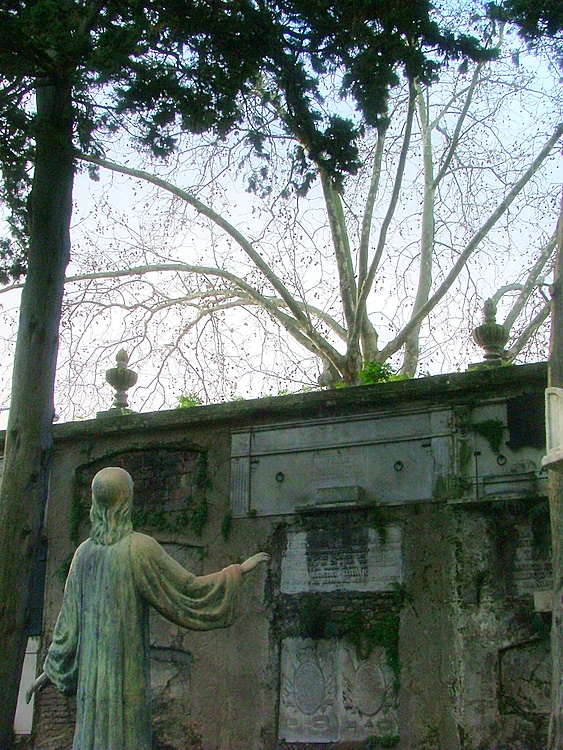
Cementiri Central.
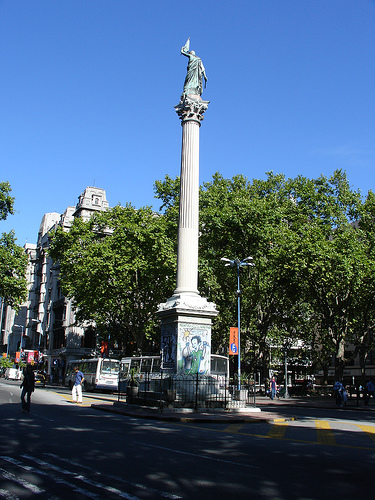
Columna de la Pau.
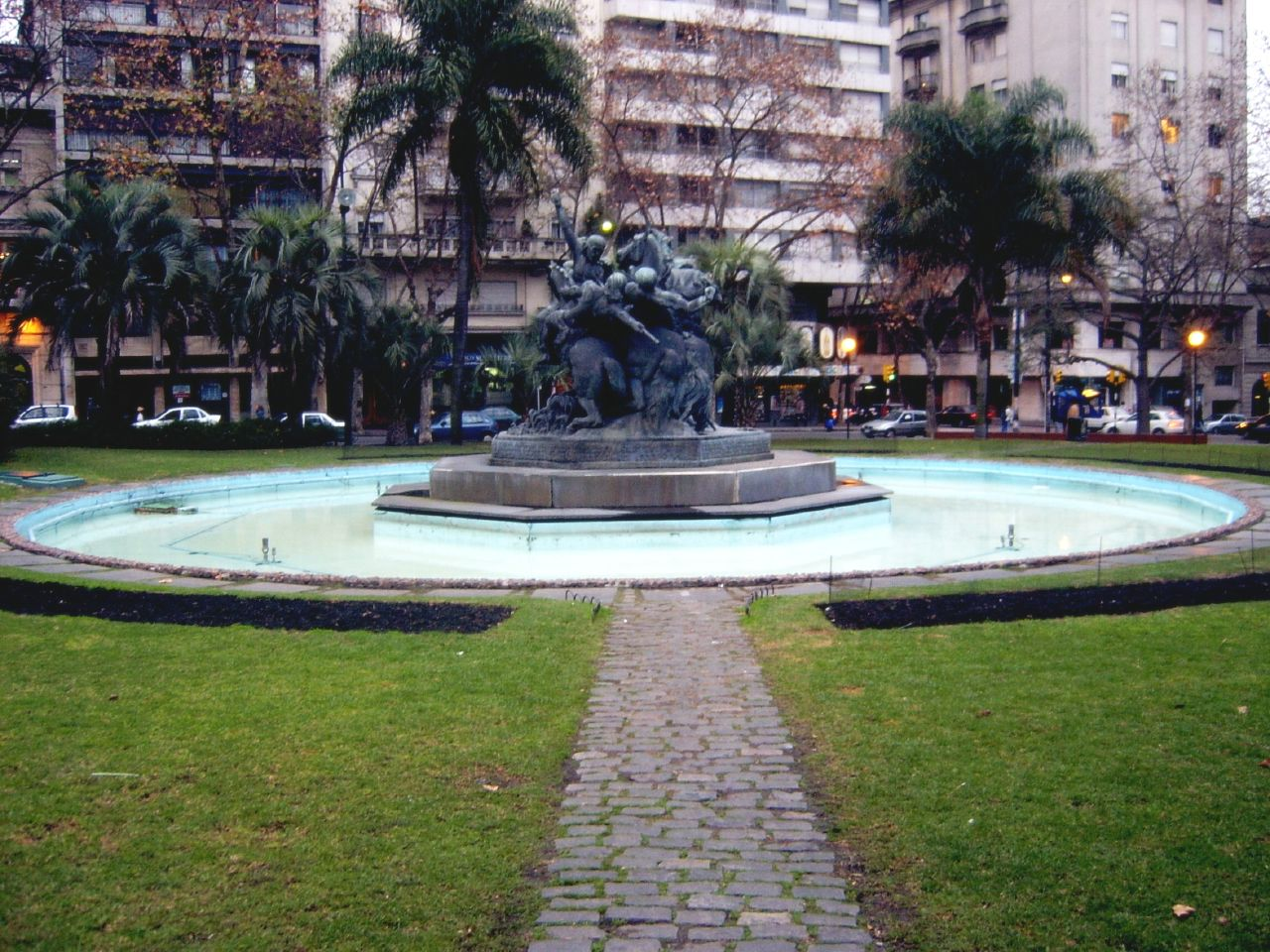
Plaça Fabini.
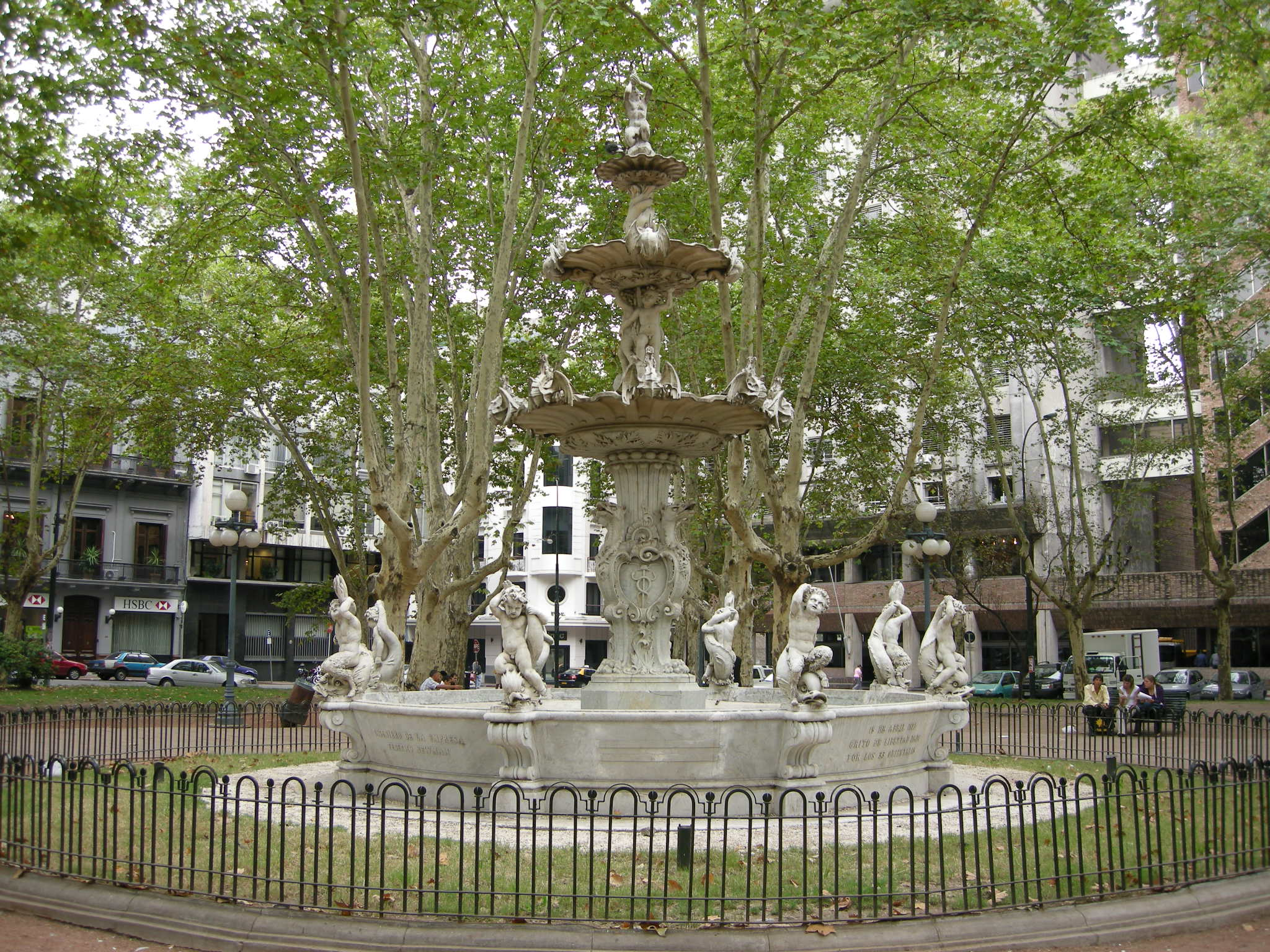
Plaza Constitución.
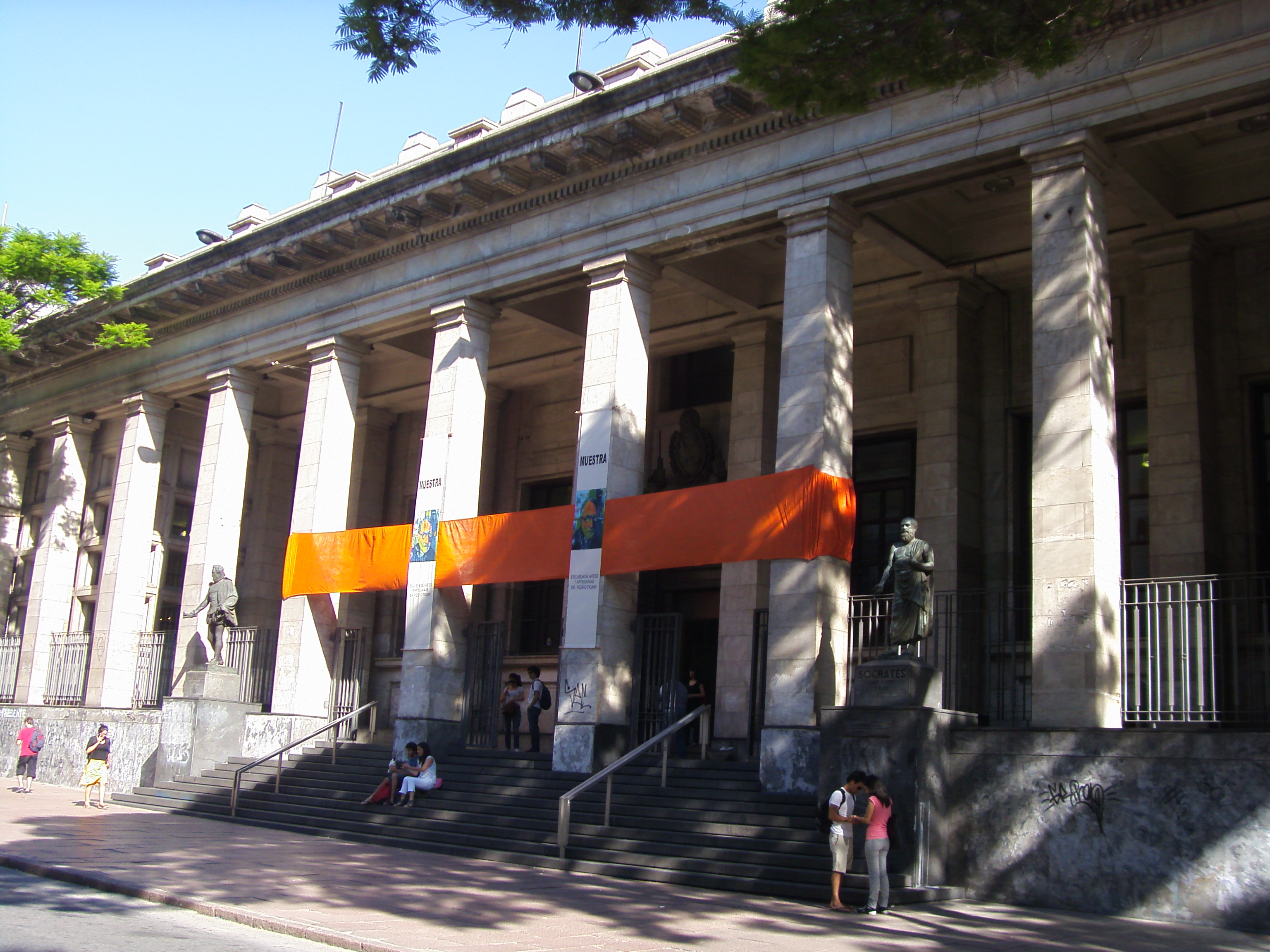
Biblioteca Nacional.
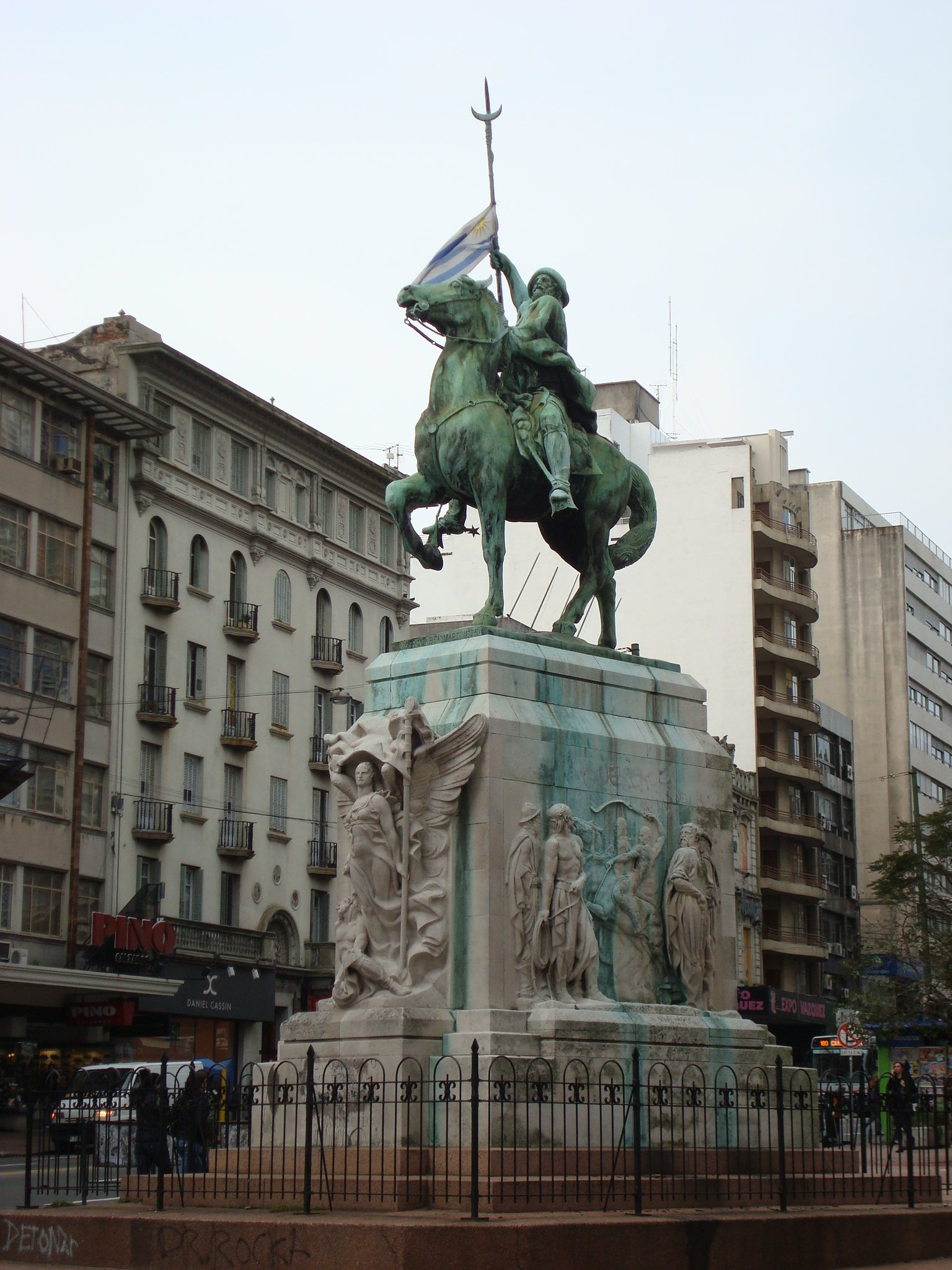
El Gautxo (Cordón).

### Carrers

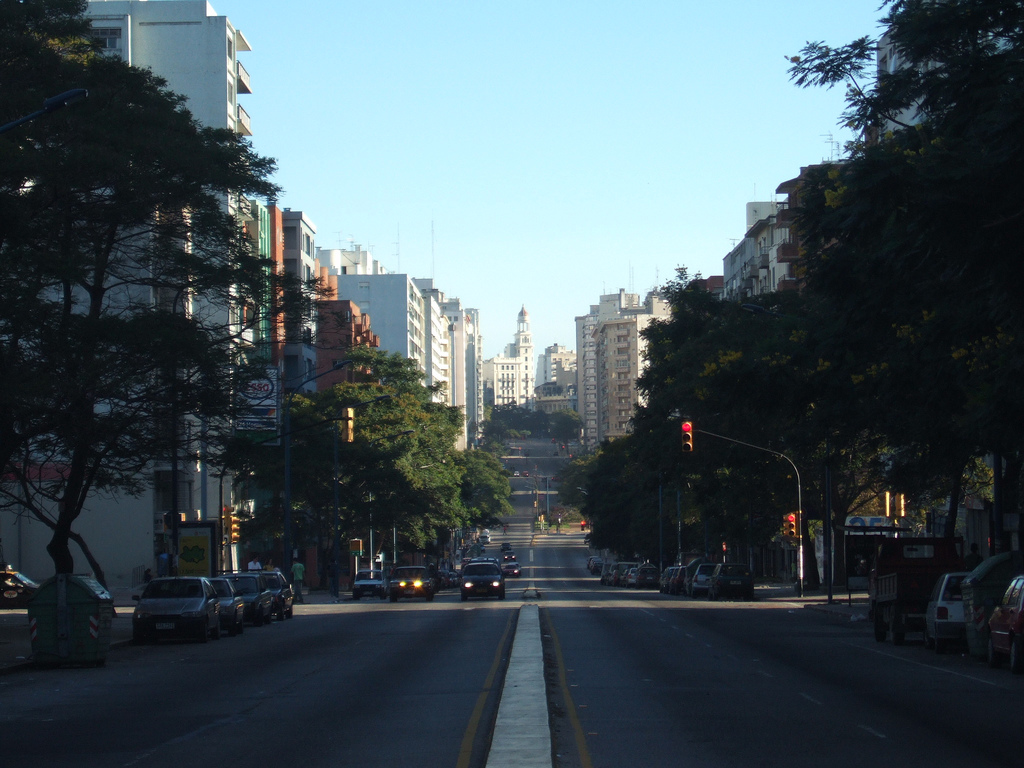
Avenida Libertador.
- Avenida 18 de Julio.
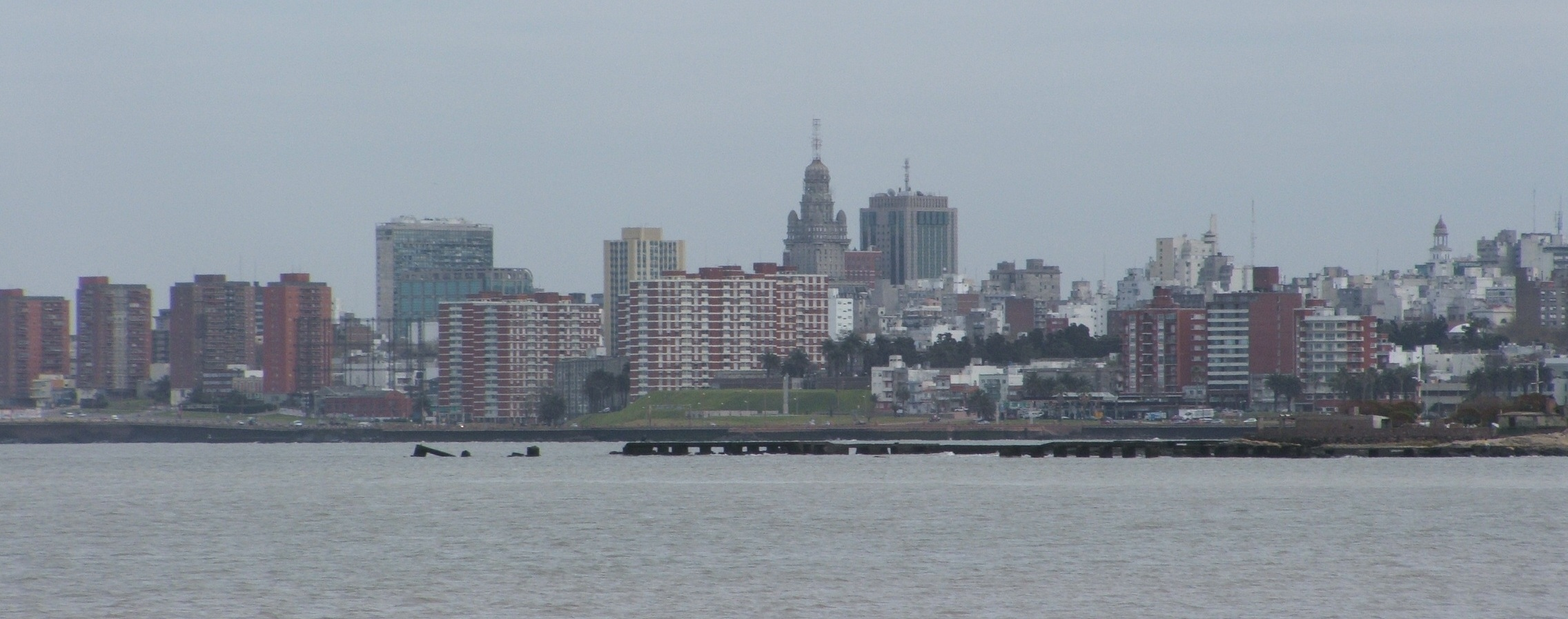
La Rambla.
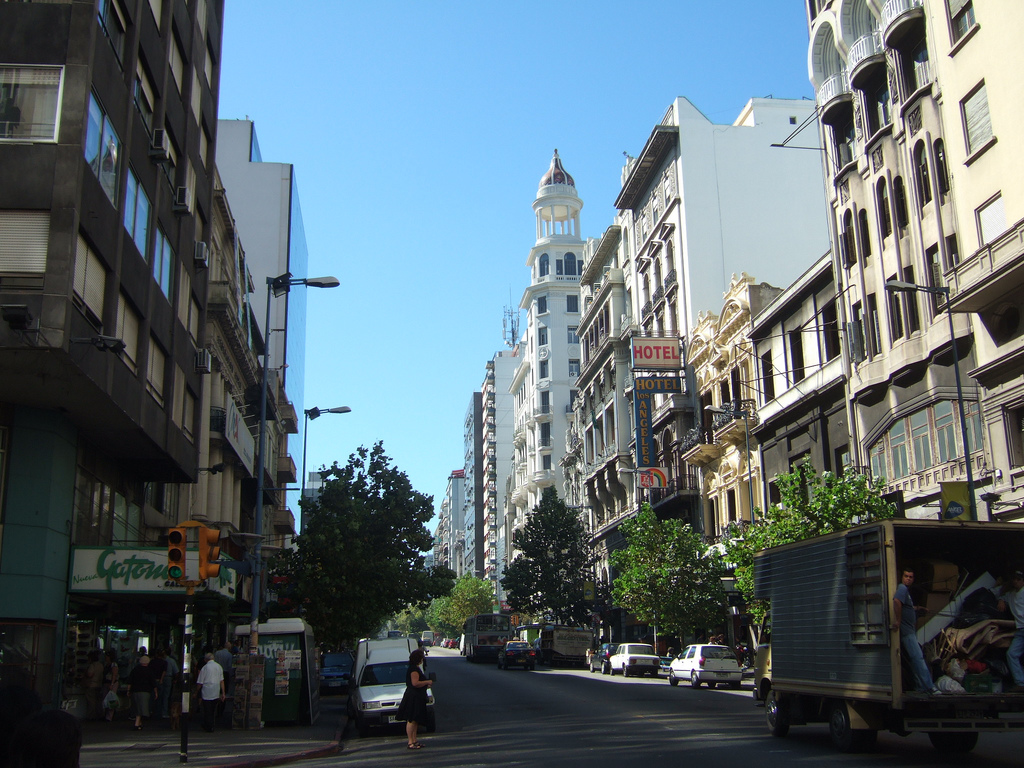
Carrer cèntric.

- Avenida Libertador.
- Rambla Sur.
- Carrer cèntric.